# 825 a.C.
L'825 a.C. (DCCCXXV a.C. in numeri romani) è un anno  del IX secolo a.C.

## Morti
- Takelot II, faraone egizio